# Marcin Zamoyski (zm. 1689)
Marcin Zamoyski herbu Jelita (ur. ok. 1637 roku, zm. 4 czerwca 1689 roku) – polski magnat, podskarbi wielki koronny od 1685, kasztelan lwowski, podstoli lwowski od 1677, wojewoda bracławski od 1678, wojewoda podolski (1682), wojewoda lubelski od 1683, starosta bełski w latach 1677-1689, starosta płoskirowski, rostocki, starosta bolemowski w 1685 roku, pułkownik królewski.
Syn Zdzisława Jana Zamoyskiego i Anny Zofii Lanckorońskiej.
Był czwartym ordynatem zamojskim (od 1676), ale pierwszym ordynatem z tzw. młodszej linii Zamoyskich. Ordynację uzyskał wskutek długoletnich procesów sądowych. Był członkiem konfederacji malkontentów w 1672 roku.
Poseł województwa bełskiego na sejm nadzwyczajny 1677 roku. Jako senator brał udział w sejmach: 1678/1679, 1681, 1683 i 1685 roku.
Żonaty z Anną Franciszką Gnińską (kapelanem na jej na dworze w 1701 został Jan Delamars, architekt-jezuita), miał z nią dzieci:
- Mariannę Teresę,
- Tomasza Józefa,
- Jana Franciszka,
- Michała Zdzisława,
- Marcina Leopolda.